# Schizotetranychus lycurus
Schizotetranychus lycurus är en spindeldjursart som beskrevs av James P. Tuttle och Baker 1964. Schizotetranychus lycurus ingår i släktet Schizotetranychus och familjen Tetranychidae. Inga underarter finns listade i Catalogue of Life.